# Pseudonotoxus
Pseudonotoxus is een geslacht van kevers van de familie snoerhalskevers (Anthicidae).

## Soorten
- P. babaulti Pic, 1924
- P. cederholmi Bonadona, 1988
- P. ekesi Bonadona, 1989
- P. minutus Bonadona, 1988
- P. squamifer Krekich-Strassoldo, 1923
- P. testaceus (LaFerté-Sénectère, 1849)
- P. viberti Bonadona, 1964
- P. vicinus Pic, 1917